# Comuna de Czerwieńsk
Czerwieńsk (polaco: Gmina Czerwieńsk) é uma gminy (comuna) na Polónia, na voivodia da Lubúsquia e no condado de Zielonogórski. A sede do condado é a cidade de Czerwieńsk.
De acordo com os censos de 2004, a comuna tem 9469 habitantes, com uma densidade 48,3 hab/km².

## Área
Estende-se por uma área de 195,93 km², incluindo:
- área agricola: 35%
- área florestal: 51%

## Demografia
Dados de 30 de Junho 2004:
|                      | Total   | Total | Mulheres | Mulheres | Homens  | Homens |
| -------------------- | ------- | ----- | -------- | -------- | ------- | ------ |
|                      | pessoas | %     | pessoas  | %        | pessoas | %      |
| População            | 9469    | 100   | 4801     | 50,7     | 4668    | 49,3   |
| Densidade (pop./km²) | 48,3    | 100   | 24,5     | 24,5     | 23,8    | 23,8   |

De acordo com dados de 2002, o rendimento médio per capita ascendia a 1228,69 zł.

## Subdivisões
- Będów, Bródki, Dobrzęcin, Laski, Leśniów Mały, Leśniów Wielki, Nietkowice, Nietków, Płoty, Sycowice, Sudoł, Wysokie, Zagórze.

## Comunas vizinhas
- Bytnica, Dąbie, Skąpe, Sulechów, Świdnica, Zielona Góra